# Activitate extravehiculară

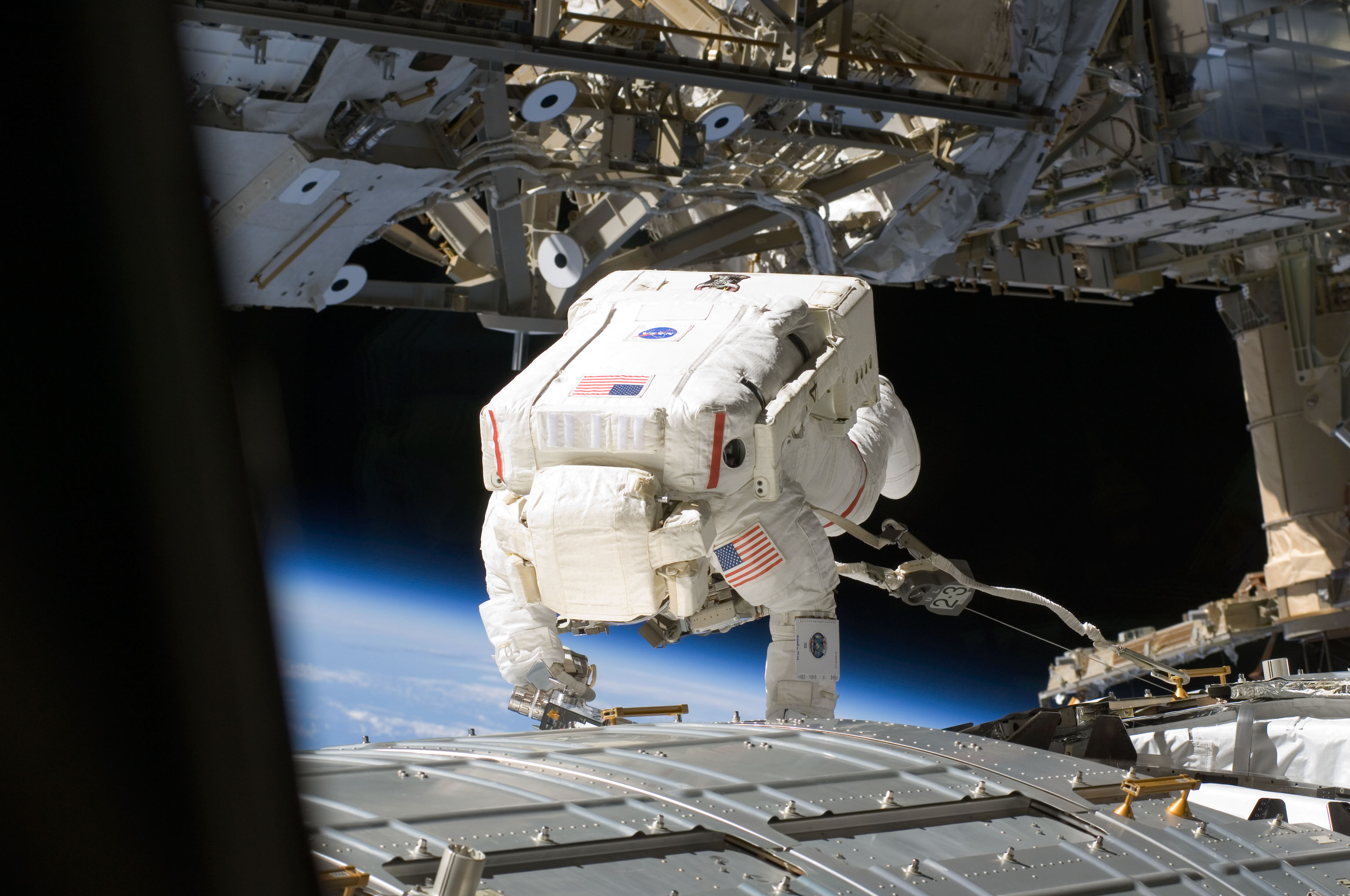
Mike Fossum lucrează la modulul Kibo (JPM) în timpul celei de-a doua ieșiri în spațiu din cadrul STS-124.

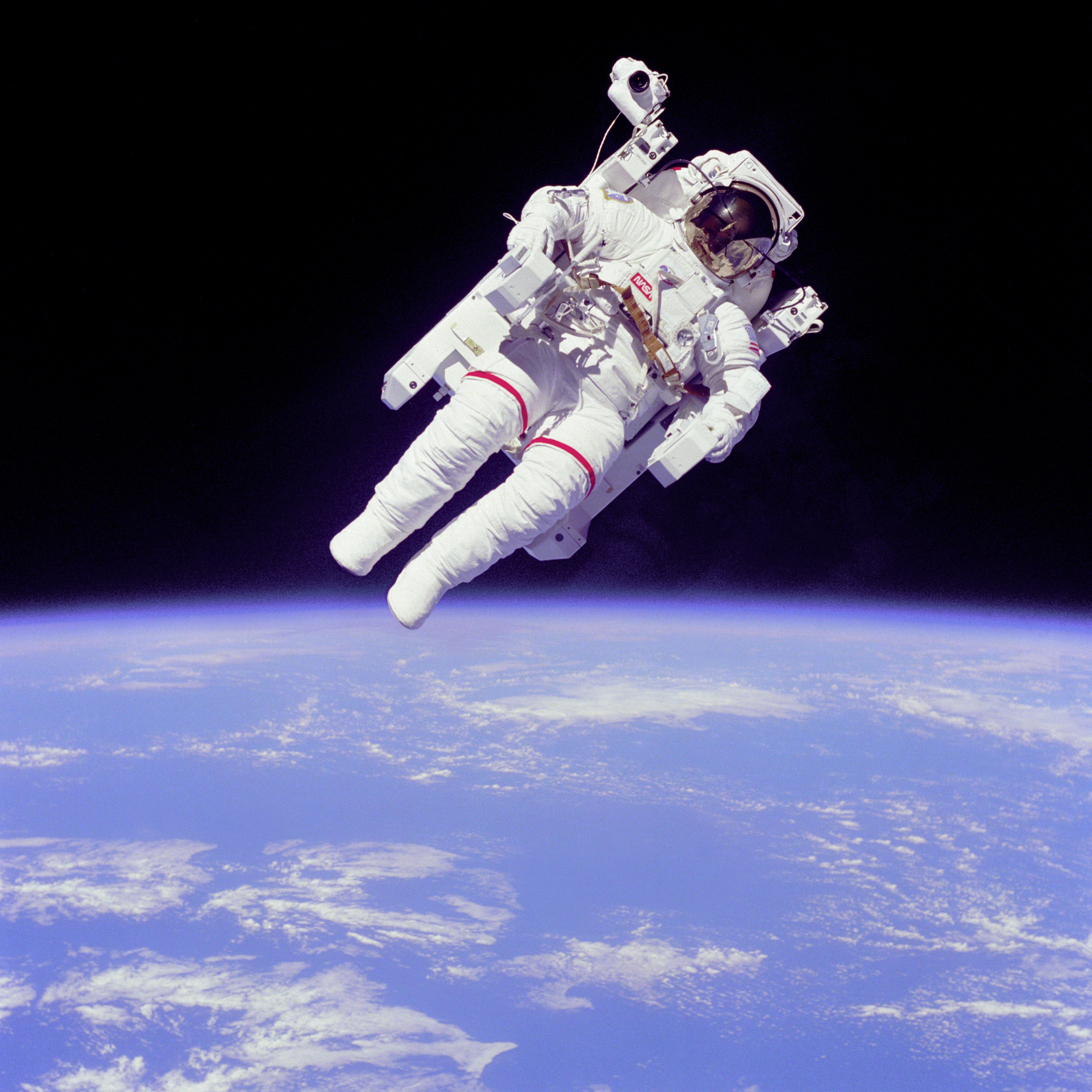
Astronautul american Bruce McCandless, nelegat, utilizează o unitate de manevrare umană

Activitățile extravehiculare (AEV) sunt acele activități efectuate de un astronaut aflat în spațiu, în afara unei nave spațiale. Termenul se aplică în general activităților de pe orbita Pământului (denumite ieșiri în spațiu, în engleză spacewalk), dar și la cele de pe suprafața Lunii. În misiunile de aselenizare (Apollo 15, 16 și 17), pilotul modulului de comandă efectua un AEV pentru a recupera pelicula foto din modulul de serviciu pe drumul de întoarcere; el era asistat de pilotul modulului lunar care rămânea la chepengul deschis al modulului de comandă. Aceste AEV au fost singurele ieșiri în spațiu efectuate la depărtare de Pământ.
Din cauza designului diferit al primelor nave spațiale, programele spațiale american și sovietic defineau diferit activitățile extravehiculare. Rușii considerau că un AEV are loc când un cosmonaut se află în vid. Un AEV american, în schimb, are loc atunci când astronautul comută Unitatea de Mobilitate Extravehiculară pe alimentarea cu energie din baterii. Un AEV "Stand-up" are loc atunci când astronautul nu iese din navă, dar se bazează doar pe costumul spațial pentru susținerea vieții. Numele provine de la faptul că astronautul „stă în picioare” în chepengul deschis, de regulă pentru a filma sau ajuta un alt astronaut aflat afară.
AEV-urile pot fi efectuate fie legat (astronautul este prins de nava spațială, eventual este alimentat cu oxigen printr-un tub, fără aparate de propulsie necesare pentru a se întoarce la navă) fie nelegat. Când cablul servește funcțiilor de susținere a vieții (de exemplu, alimentează cu oxigen), se numește „cablu ombilical”. Ieșirile în spațiu fără cablu de legătură s-au efectuat doar la trei misiuni în 1984 cu ajutorul Unității de Manevrare Umană (MMU), precum și în 1994 într-un zbor de încercare pentru Simplified Aid for EVA Rescue (SAFER). SAFER este un dispozitiv de siguranță purtat la AEV-urile cu cablu de legătură, întrucât capacitatea de a reîntoarcere pe navă este esențială.
Până în 2009, doar SUA, Rusia și China au reușit să efectueze AEV-uri.